# أفينال (كاليفورنيا)
أفينال (بالإنجليزية: Avenal) هي إحدى مدن مقاطعة كينغس، كاليفورنيا. تم إعطاءها لقب مدينة في 11 سبتمبر، 1979.

## التركيبة السكانية
حدّد مكتب تعداد الولايات المتحدة بيانات التركيبة السكانية لأفينال في تعداد الولايات المتحدة. في ما يلي، التركيبة السكانية حسب تعدادي 2000 و2010.

### تعداد عام 2000
بلغ عدد سكان أفينال 14,674 نسمة بحسب تعداد عام 2000، وبلغ عدد الأسر 1,928 أسرة وعدد العائلات 1,641 عائلة مقيمة في المدينة. في حين سجلت الكثافة السكانية 290.8 نسمة لكل كيلومتر مربع (753.2/ميل2). وبلغ عدد الوحدات السكنية 2,061 وحدة بمتوسط كثافة قدره 40.8 لكل كيلومتر مربع (105.7/ميل2).
وتوزع التركيب العرقي للمدينة بنسبة 35.84% من البيض و12.61% من الأمريكيين الأفارقة و0.95% من الأمريكيين الأصليين و0.39% من الأمريكيين ذوي الأصول الآسيوية و0.05% من سكان جزر المحيط الهادئ و47.38% من الأعراق الأخرى و2.79% من عرقين مختلطين أو أكثر و65.88% من الهسبانيون أو اللاتينيون من أي عرق.
بلغ عدد الأسر 1,928 أسرة كانت نسبة 67.1% منها لديها أطفال تحت سن الثامنة عشر تعيش معهم، وبلغت نسبة الأزواج القاطنين مع بعضهم البعض 58.5% من أصل المجموع الكلي للأسر، ونسبة 16.8% من الأسر كان لديها معيلات من الإناث دون وجود شريك، بينما كانت نسبة 9.9% من الأسر لديها معيلون من الذكور دون وجود شريكة وكانت نسبة 14.9% من غير العائلات. تألفت نسبة 11.3% من أصل جميع الأسر من عدة أفراد يعيشون في نفس المنزل ونسبة 4.7% كانت تتألف من شخص يعيش بمفرده يبلغ من العمر 65 عاماً أو أكثر. وبلغ متوسط حجم الأسرة المعيشية 4.14، أما متوسط حجم العائلات فبلغ 4.30.
بلغ العمر الوسطي للسكان 31.0 عاماً. وكانت نسبة 21.7% من القاطنين تحت سن الثامنة عشر، وكانت نسبة 6.9% بين الثامنة عشر والرابعة والعشرين عاماً، ونسبة 15.8% كانت واقعةً في الفئة العمرية ما بين الخامسة والعشرين والرابعة والأربعين عاماً، ونسبة 7.4% كانت ما بين الخامسة والأربعين والرابعة والستين، ونسبة 2.6% كانت ضمن فئة الخامسة والستين عاماً فما فوق. يوجد لكل 100 أنثى 114.6 ذكر، ويوجد لكل 100 أنثى في الثامنة عشر من عمرها فما فوق 113.8 ذكر.
بلغ متوسط دخل الأسرة في المدينة 29,710 دولارًا، أما متوسط دخل العائلة فبلغ 28,019 دولارًا. وكان متوسط دخل الذكور 30,802 دولارًا مقابل 20,852 دولارًا للإناث. وسجل دخل الفرد الخاص بالمدينة 14,090 دولارًا. وكانت نسبة 28.3% من العائلات ونسبة 30.7% من السكان تحت خط الفقر، وكان من هؤلاء نسبة 35.8% تحت سن الثامنة عشر ونسبة 5% في الخامسة والستين من العمر وما فوق.

### تعداد عام 2010
بلغ عدد سكان أفينال 15,505 نسمة بحسب تعداد عام 2010، وبلغ عدد الأسر 2,222 أسرة وعدد العائلات 1,876 عائلة مقيمة في المدينة. في حين سجلت الكثافة السكانية 307.3 نسمة لكل كيلومتر مربع (795.9/ميل2). وبلغ عدد الوحدات السكنية 2,410 وحدة بمتوسط كثافة قدره 47.8 لكل كيلومتر مربع (123.8/ميل2).
وتوزع التركيب العرقي للمدينة بنسبة 38.98% من البيض و10.48% من الأمريكيين الأفارقة و1.20% من الأمريكيين الأصليين و0.70% من الأمريكيين ذوي الأصول الآسيوية و0.04% من سكان جزر المحيط الهادئ و46.36% من الأعراق الأخرى و2.24% من عرقين مختلطين أو أكثر و71.78% من الهسبانيون أو اللاتينيون من أي عرق.
بلغ عدد الأسر 2,222 أسرة كانت نسبة 64.7% منها لديها أطفال تحت سن الثامنة عشر تعيش معهم، وبلغت نسبة الأزواج القاطنين مع بعضهم البعض 55.6% من أصل المجموع الكلي للأسر، ونسبة 18.2% من الأسر كان لديها معيلات من الإناث دون وجود شريك، بينما كانت نسبة 10.6% من الأسر لديها معيلون من الذكور دون وجود شريكة وكانت نسبة 15.6% من غير العائلات. تألفت نسبة 10.3% من أصل جميع الأسر من عدة أفراد يعيشون في نفس المنزل ونسبة 3.3% كانت تتألف من شخص يعيش بمفرده يبلغ من العمر 65 عاماً أو أكثر. وبلغ متوسط حجم الأسرة المعيشية 4.09، أما متوسط حجم العائلات فبلغ 4.26.
بلغ العمر الوسطي للسكان 34.2 عاماً. وكانت نسبة 21.4% من القاطنين تحت سن الثامنة عشر، وكانت نسبة 10.7% بين الثامنة عشر والرابعة والعشرين عاماً، ونسبة 38.9% كانت واقعةً في الفئة العمرية ما بين الخامسة والعشرين والرابعة والأربعين عاماً، ونسبة 25% كانت ما بين الخامسة والأربعين والرابعة والستين، ونسبة 4% كانت ضمن فئة الخامسة والستين عاماً فما فوق. وتوزع التركيب الجنسي للسكان بنسبة 72.4% ذكور و27.6% إناث.

## أعلام
- خوسيه راميريز